# Vikaren (film fra 2004)
|  | Denne artikel er oprettet af botten Steenthbot ud fra en ekstern database. Den kan derfor have sproglige fejl eller mangler. Denne skabelon kan fjernes efter kontrol af indholdet. |

 For alternative betydninger, se Vikaren. (Se også artikler, som begynder med Vikaren)
Vikaren er en dansk kortfilm fra 2004 instrueret af Ercan Kosar.

## Medvirkende
- Zlatko Buric
- Ole Thestrup
- Birgitte von Halling-Koch